# Zalesie (gemeente Sadowne)
Zalesie is een plaats in het Poolse district  Węgrowski, woiwodschap Mazovië. De plaats maakt deel uit van de gemeente Sadowne en telt ongeveer 200 inwoners.